# SIMBAD
SIMBAD (Set of Identifications, Measurements, and Bibliography for Astronomical Data, insieme di identificazioni, misure e bibliografia per dati astronomici) è un database astronomico di oggetti esterni al sistema solare. Fu realizzato, ed è attualmente mantenuto, dal Centre de Données astronomiques de Strasbourg (CDS), Francia.
SIMBAD fu creato unendo il Catalog of Stellar Identifications (CSI) e il Bibliographic Star Index come esistevano al centro di calcolo di Meudon fino al 1979, e poi fu esteso aggiungendo dati da altri cataloghi e articoli accademici.
La prima versione online interattiva fu resa disponibile nel 1981.
Negli anni SIMBAD è diventato uno strumento di lavoro indispensabile per gli astronomi, perché è un catalogo che unisce le misure astrometriche sugli oggetti celesti con i riferimenti bibliografici agli articoli scritti su di loro. All'11 ottobre 2011, SIMBAD conteneva informazioni su 5.446.342 oggetti con 15.224.536 nomi diversi, 257.763 riferimenti bibliografici e 8.313.370 citazioni bibliografiche, mentre al 22 settembre 2024 SIMBAD, quindi solo 13 anni dopo, SIMBAD più che quasi quadruplica i suoi numeri con 19.323.842 oggetti, 66.054.975 nomi diversi (identificatori), 439.373 riferimenti bibliografici e 43.632.852 citazioni bibliografiche.
L'asteroide 4692 SIMBAD è stato così chiamato in suo onore.